# تپه‌های کاسی
تپه‌های کاسی (انگلیسی: Khasi Hills) یک منطقه ای کوهستانی کم ارتفاع در فلات شیلونگ در ایالت مگالایا هند است.

## خاسیان
ساکنان تپه‌های کاسی از اقوامی به نام خاسی‌ها هستند. این منطقه عمدتاً، توسط ساکنان قبیله ای خاسی، که به‌طور سنتی در قبایل مختلف ایالت‌های معروف به ایالت‌های تپه خاسی (یا تپه کاسی) زندگی می‌کنند، از دیرباز مورد سکونت قرار گرفته‌است. یکی از پایتخت‌های ایالت‌های تپه کاسی، معروف به «سهرا» (یا چراپونچی)، یکی از مرطوب‌ترین نقاط جهان به حساب می‌آید. سهرا منطقه‌ای در ایالت مگالایا یکی از ایالت‌های شمال شرق کشور هند است که پرباران‌ترین منطقه جهان است. اکثریت خاسی‌ها پرسبیتری‌ها هستند و سپس کاتولیک‌ها و آنگلیکان‌ها قرار دارند.